# Wissadula parviflora
Wissadula parviflora (лат.) — вид двудольных растений рода Wissadula семейства Мальвовые (Malvaceae). Под текущим таксономическим названием был описан шведским ботаником Робертом Элиасом Фрисом в 1908 году.
Синонимичное название — Abutilon parviflorumbasionym.

## Распространение, описание
Распространён в Аргентине (Мисьонес) и Бразилии (Парана, Баия, Минас-Жерайс, Сан-Паулу, Рио-де-Жанейро). Типовой экземпляр собран в штате Парана.
Кустарник. Близок виду Wissadula rostrata.